# Жестовые языки сообществ глухих
Жестовые языки сообществ глухих (англ. Deaf-community sign languages) — вид жестовых языков, которые возникают внутри сообществ глухих. Такое сообщество обычно формируется на базе школы для неслышащих, ассоциации или клуба глухих, куда попадают люди из разных регионов и разных социокультурных слоёв. Жестовыми языками сообществ глухих слышащие люди владеют редко: как правило, это дети неслышащих родителей, переводчики, учителя и исследователи. Таким образом они противопоставляются деревенским жестовым языкам, которые обычно возникают внутри естественно сформировавшихся сообществ (чаще всего — среди жителей одной «деревени глухих», в которой высока доля неслышащих людей) и используются как глухими, так и слышащими членами.
Для обозначения этой группы языков также используются другие термины: национальные жестовые языки (англ. national sign languages), городские жестовые языки (англ. urban sign languages), признанные жестовые языки (англ. established sign languages), стандартные жестовые языки (англ. standard sign languages), жестовые языки макросообществ (англ. macro-community sign languages). 